# Krynica Morska (maják)
Maják Krynica Morska (polsky: Latarnia Morska Krynica Morska, německy: Leuchtthurm Kahlberg) stojí v Polsku na Viselské kose na pobřeží Baltského moře v obci Krynica Morska v okrese Nowy Dwór Gdański v Pomořském vojvodství v mezoregionu Mierzeja Wiślana.
Nachází se mezi majáky Gdaňsk severní přístav a maják Baltijsk v Kaliningradské oblasti, v enklávě Ruské federace.

## Historie
V roce 1895 byla postavena cihlová zděná válcová věž vysoká 19 m ukončena osmibokou římsou a lucernou. Na maják byla nainstalována Fresnelova čočka, kterou vyrobila německá firma Picht & Co. Zdrojem světla byl olejový plamen, později byl ke svícení použit benzol, a do roku 1938 plyn, který byl nahrazen elektrickým světlem. Dosvit byl 18 námořních mil.
Na konci druhé světové války byl maják zničen ustupujícím německým vojskem.
V roce 1951 byl postaven nový maják ve vzdálenosti patnácti metrů od původního majáku.
V období 1957–1997 sloužila rovněž jako radiomaják a vysílala signál KW v Morseově abecedě.
Maják je ve správě Námořního úřadu (Urząd Morski) v Gdyni.
Maják je přístupný veřejnosti v letních měsících.
Maják byl vyobrazen na poštovní známce (katalogové číslo 4095) v roce 2006.

## Popis
Autorem projektu byl profesor Stanisław Puzyna. Maják byl postaven z prefabrikovaných betonových bloků spojovanými ocelovými vložkami. Komolý kužel se základnou o průměru šest metrů a čtyři metry nahoře, s ochozem v horní části a válcovou skleněnou lucernou zastřešenou střechou na níž je instalována radarová anténa. V lucerně je instalována cylindrická čočka o průměru jeden metr, zdrojem světla je žárovka o výkonu 1000 W. V případě poruchy je automaticky vysunuta druhá záložní žárovka o stejném výkonu. Dosvit je 19,5 námořních mil. Věž má červenou barvu a bílý ochoz.

## Data
- výška světla byla 53 m n. m.
- záblesky bílého světla v intervalu 12 sekund

označení:
- Admirality C3090
- NGA 6996
- ARLHS POL-013

## Galerie

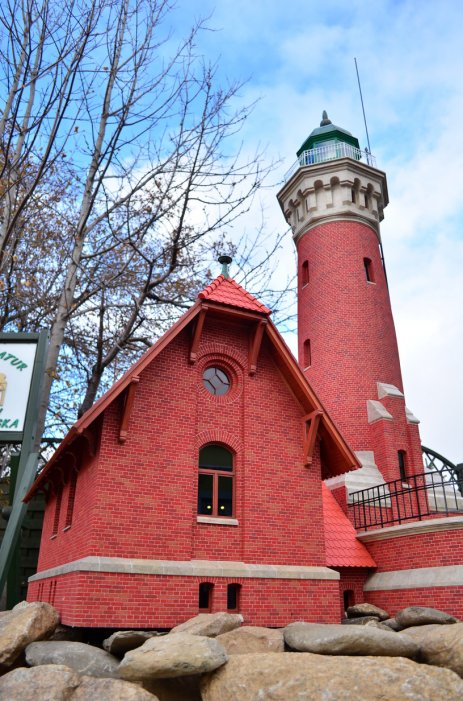
Model původního majáku před zničením ve druhé světové válce
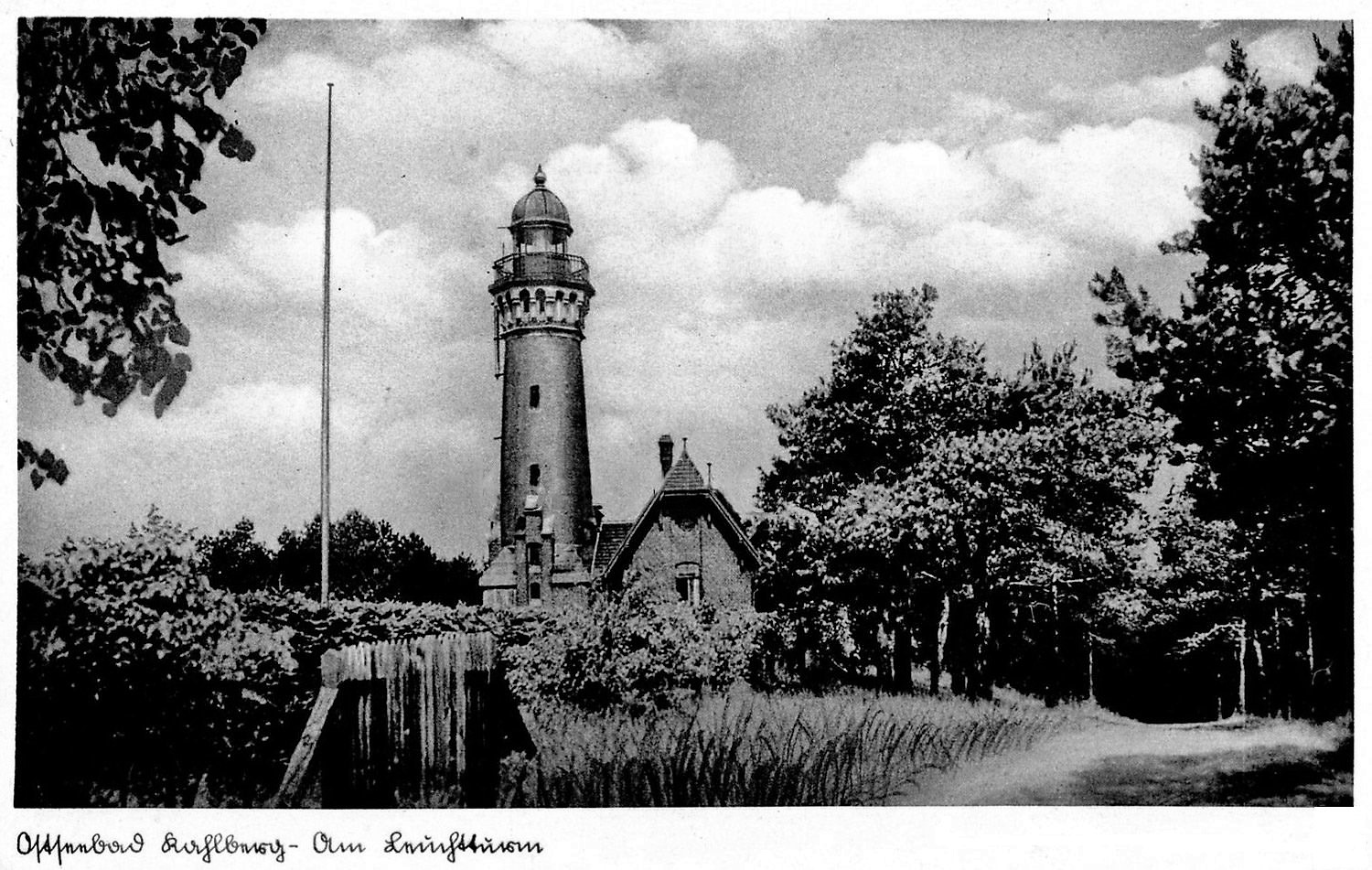
Pohlednice z roku 1930
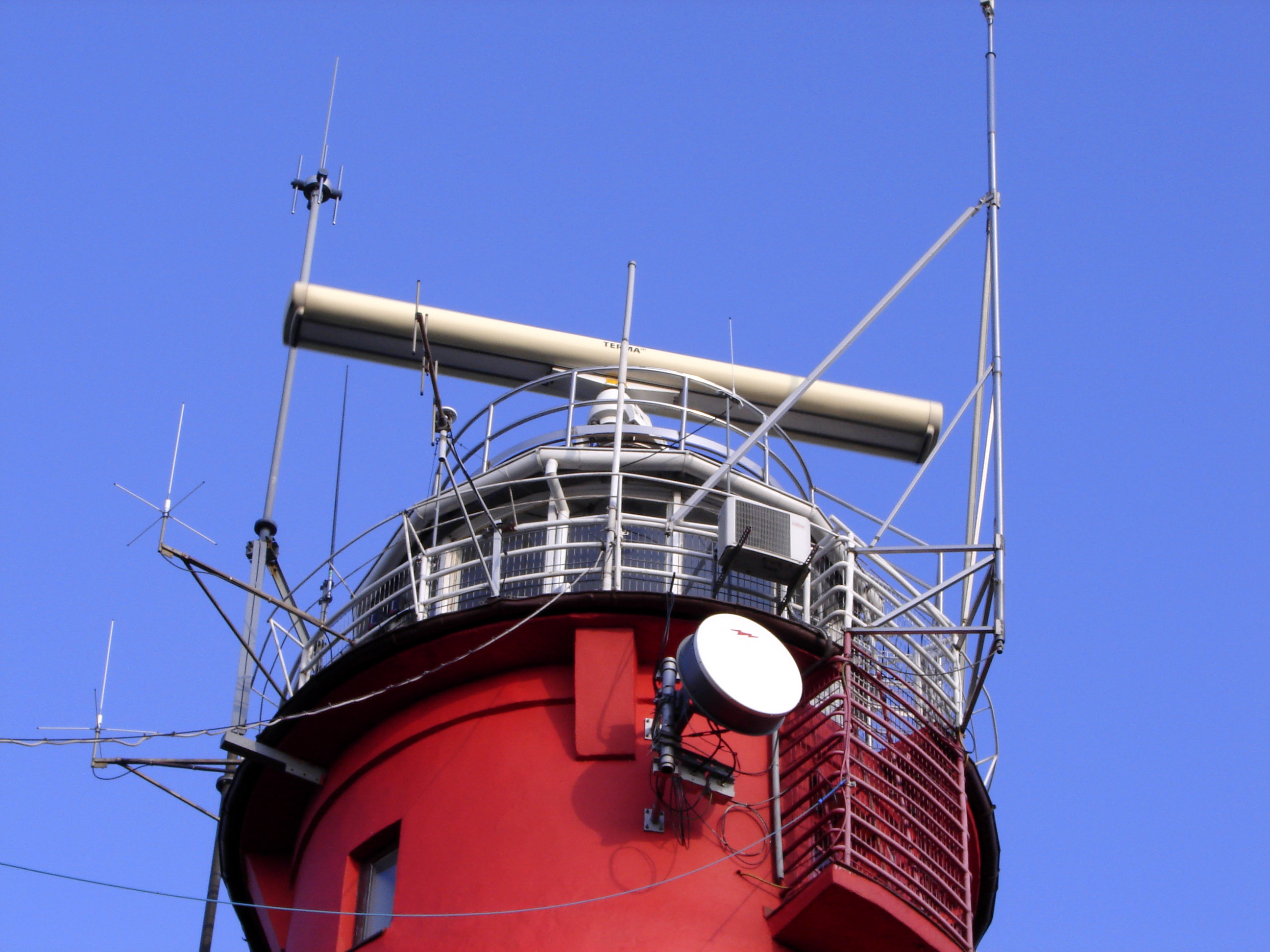
Horní část věže s lucernou a radarem.
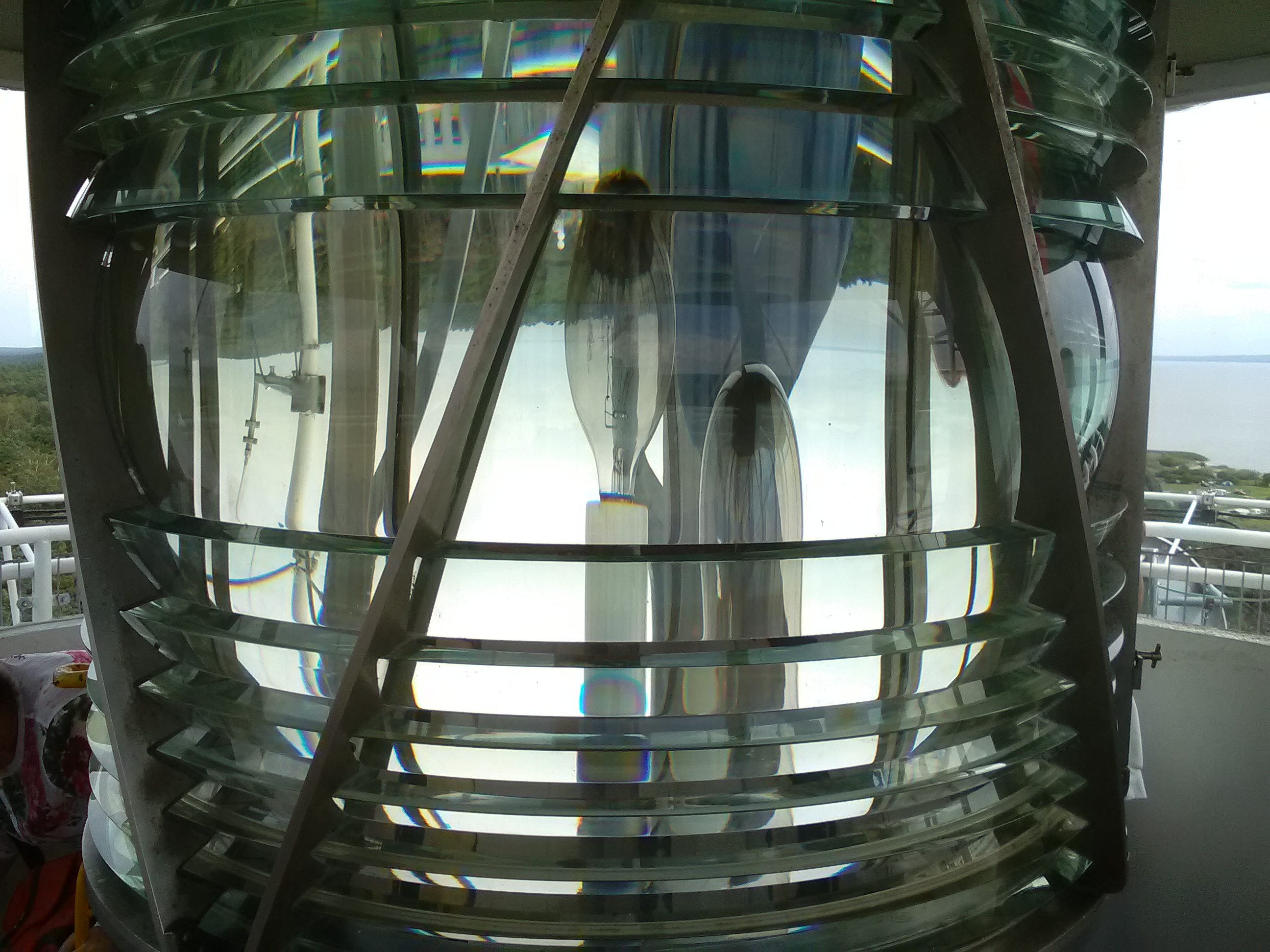
Zdroj světla v lucerně, žárovka o výkonu 1000 W a záložní žárovka
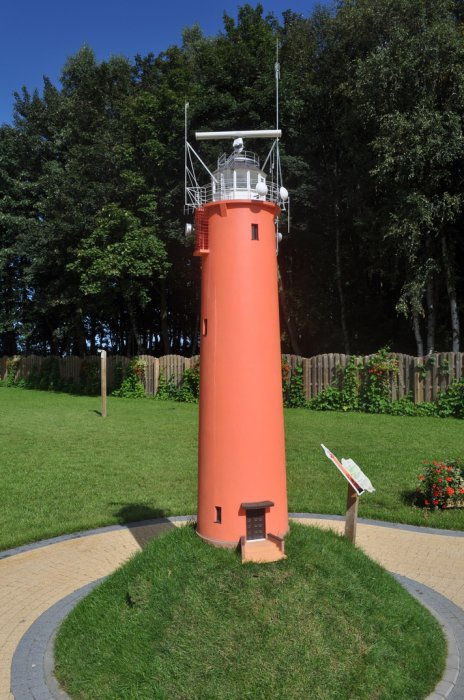
Niechorze - park miniatur polských majáků